# Тама (кошка)
Та́ма (яп. たま, 29 апреля 1999 года — 22 июня 2015 года) — кошка, бывшая станционным смотрителем и исполнительным директором станции Киси в японском городе Кинокава префектуры Вакаяма.
В апреле 2006 года железнодорожная компания Вакаямы уволила всех сотрудников станций в попытке сократить расходы. Станционные смотрители были набраны за небольшую зарплату из сотрудников местных предприятий вблизи каждой станции, которые занимались этим параллельно с основной работой. Для станции Киси в качестве станционного смотрителя была выбрана Тосико Кояма, бакалейщица из окрестностей. Кояма взяла на попечение Таму и других бродячих кошек и кормила их на станции.
В январе 2007 года железнодорожные чиновники решили официально назвать Таму станционным смотрителем. В качестве станционного смотрителя её основной обязанностью являлось приветствие пассажиров. Должность предполагала ношение фуражки смотрителя; «рабочий день» длился с 9 до 17 часов; вместо зарплаты железная дорога предоставляла Таме кошачью еду и жилище.
Реклама от назначения Тамы привела к увеличению пассажиропотока на 17 % в том же месяце по сравнению с январем 2006 года; статистика перевозки пассажиров за март 2007 года показала 10 % рост по сравнению с предыдущим финансовым годом. Исследования показали, что огласка назначения Тамы способствовала притоку 1,1 миллиарда иен в местную экономику. В январе 2008 года Тама была повышена до «старшего станционного смотрителя»: в церемонии приняли участие президент компании и мэр; в результате своего продвижения по службе она стала «единственной женщиной на руководящей должности» в компании. В своей новой должности она имела «офис» — переделанную будку для продажи билетов, оборудованную кошачьим туалетом. В январе 2010 года железнодорожные чиновники способствовали продвижению Тамы на должность «Operating Officer» (исполнительного директора) в знак признания её вклада в расширение клиентской базы компании. Тама продолжала работу смотрителя, приняв новую работу; она была первой кошкой, ставшей одним из руководителей железнодорожной корпорации.
Её штат состоял из двух кошачьих станционных смотрителей-помощников: кота Тиби (яп. ちび, р. 12 мая 2000 года) и матери Тамы, рыжей полосатой кошки Миико (яп. ミーコ, 3 октября 1998 — 20 июля 2009). Тама появилась в документальном фильме о кошках под названием La Voie du chat на французском языке и Katzenlektionen на немецком итальянского режиссёра Мириам Тонелотто, транслировавшемся по европейскому телеканалу ARTE в апреле 2009 года.
Умерла 22 июня 2015 года, была похоронена с почестями. Прямо на платформе Киси была сооружена небольшая часовня в её честь, и в соответствии с традициями японского синтоизма, Тама снова получила повышение — уже посмертно. Отныне она — богиня-покровительница компании Wakayama Electric Railway.
В 2009 году на линии Кисигава двухвагонный электропоезд был оформлен и назван в честь кошки Тама дэнся (яп. たま電車, поезд Тамы).